# Лещенко, Сергей Анатольевич
Сергей Анатольевич Лещенко (укр. Сергій Анатолійович Лещенко, род. 30 августа 1980 года, Киев, УССР, СССР) — украинский журналист и политик. Экс-заместитель главного редактора интернет-издания «Украинская правда» (2002—2014). С декабря 2019 года член наблюдательного совета публичного акционерного общества «Украинская железная дорога» (укр. «Укрзалізниця»). В январе 2020 года избран руководителем специально созданного Комитета по вопросам комплаенса и антикоррупции.
Народный депутат Украины VIII созыва (2014—2019 годы), был членом Комитета Верховной Рады Украины по вопросам предотвращения и противодействия коррупции. Во время военных действий , после 2022 в Украине , выступал на вечеринках электронной музыки как , dj technocrat. 

## Биография
Окончил Институт журналистики Киевского национального университета имени Тараса Шевченко (2003). Работу в журналистике начал в 2000 году с испытательного срока в программе новостей «Репортёр» на телеканале «Новый канал» под руководством Андрея Шевченко; остался работать в редакции региональных новостей телеканала до весны 2001 года. В сентябре 2000 года стал корреспондентом интернет-издания «Украинская правда», в 2002 году — заместителем главного редактора. Стал известен благодаря журналистским расследованиям, часть которых проводил вместе с Мустафой Найемом.
В январе 2011 года политтехнолог Вячеслав Пиховшек написал статью, в которой допустил возможность убийства Сергея Лещенко с целью дискредитации президента Виктора Януковича. Международная правозащитная организация «Репортёры без границ» назвала такое предположение скрытой угрозой убийства.
В 2012 году проходил стажировку в Великобритании в рамках стипендиальной программы Мемориального фонда Джона Смита (John Smith Fellowship). В июне 2013 года опубликовал документальную книгу «Американская сага Павла Лазаренко», основанную на материалах расследования, проводившегося в отношении бывшего премьер-министра Украины правоохранительными органами США. В 2013 году проходил стажировку в Стэнфордском университете в рамках Draper Hills Summer Fellowship, а также стажировку в Вашингтоне в рамках Reagan-Fascell Democracy Fellowship. После Евромайдана написал книгу «Межигорский синдром. Диагноз власти Виктора Януковича», которая была издана в сентябре 2014 года.
В феврале 2015 года стал преподавателем школы журналистики Украинского католического университета.

### Политическая карьера
В сентябре 2014 года на съезде партии «Блок Петра Порошенко» Сергей Лещенко и Мустафа Найем официально подтвердили своё участие в парламентских выборах в списках этой политической силы (заняв 19 и 20 места). Изначально вместе с ним, Залищук и Найемом от партии Юлии Тимошенко «Батькивщина» планировали также выдвигаться Виктория Сюмар, Егор Соболев, Анна Гопко, Василий Гацько и ряд других человек, но в итоге активисты выдвигались от разных партий. Хотя «Батькивщина» предлагала 10 мест в списке, но из-за внутренней конкуренции и сепаратных переговоров было решено искать другую партию, которую Залищук, Найем и Лещенко воспринимали как способ попасть в парламент. После не сложившихся переговоров с Андреем Садовым, в сентябре 2014 года после личных переговоров с Петром Порошенко, выдвинулись на парламентских выборах по списку «одноимённого блока». Во время предвыборной кампании несколько недель провёл вместе со Светланой Залищук и Мустафой Найемом на избирательном округе № 102 на Кировоградщине, агитируя против Олеся Довгого. В день выборов их машина подверглась нападению. Пройдя в Верховную раду, Лещенко стал членом комитета по вопросам предотвращения и противодействия коррупции.
В феврале 2015 года вместе с Мустафой Найемом предложил законопроект, отменяющий согласование текста интервью с самим интервьюируемым, которое назвал элементом цензуры. В поддержку проекта поставили свои подписи народные депутаты Владимир Арьев, Оксана Сыроед, Юрий Луценко, Виктория Сюмар, Светлана Залищук, Егор Соболев, Дмитрий Добродомов и Виктория Войцицкая.
Стал соавтором закона о финансировании политических партий на Украине из госбюджета, который был принят в октябре 2015 года Верховной Радой. Согласно документу с 1 января 2016 года вводится государственное финансирование партий пропорционально уровню их поддержки на выборах (не менее 2 % голосов избирателей после следующих парламентских выборов, до этого — не менее 5 %). При этом предусмотрено, что партии должны публично отчитаться о том, кто именно дал им деньги (с указанием фамилии и имени, адреса регистрации) и сколько.
Вместе с рядом депутатов БПП, Батькивщины и Одесской областной администрации принимал участие в работе «Движения за очищение» главы Одесской областной администрации Михаила Саакашвили. Летом 2016 года на его основе возникло две политических группы, в итоге скоординировавшихся вокруг партии «Демократический альянс» и бывших замгенпрокуроров Давида Сакварелидзе и Виталия Касько. В июле вместе с Найемом и Залищук вступил в партию «Демократический альянс».
17 августа 2016 года Сергей Лещенко заявил, что не прочь стать следующим президентом Украины после Петра Порошенко.
1 ноября 2018 года были введены российские санкции против 322 граждан Украины, включая Сергея Лещенко.
13 февраля 2019 г. вошёл в состав гражданско-правовой инициативы «#Дійзнами»
28 февраля 2019 года вместе со Светланой Залищук и Мустафой Найемом подал заявление о выходе из фракции БПП.
Кандидат в народные депутаты по одномандатному избирательному округу № 220 (г. Киев) на парламентских выборах в 2019 году.
С 18 декабря 2019 года — член наблюдательного совета акционерного общества «Украинская железная дорога». В январе 2020 года избран руководителем специально созданного Комитета по вопросам комплаенса и антикоррупции.
В ноябре 2023 года начал сотрудничать с государственным информационным агентством «Укринформ», в декабре стал вести программу «Лещенко спрашивает» на You-Tube канале издания.
По состоянию на июнь 2024 года — внештатный советник главы офиса президента Украины Андрея Ермака.

## Журналистские расследования
Лещенко известен своими журналистскими расследованиями о коррупции и схемах представителей украинского бизнеса и власти. В частности, в июне 2013 года он опубликовал свою документальную книгу «Американская сага Павла Лазаренко», основанную на материалах расследования, проводившегося в отношении бывшего премьер-министра Украины правоохранительными органами США. А после событий Евромайдана Лещенко написал еще одну книгу — «Межигорский синдром. Диагноз власти Виктора Януковича», которая была издана в сентябре 2014 года.
Работу Лещенко всегда оценивали на достойном уровне и он стал лауреатом многих премий и наград, в частности в 2006 году — премии имени Александра Кривенко и «Персона года» в конкурсе «Лидеры украинского интернета». В 2011 году он получил журналистскую премию Восточного партнерства от организации Fundacja Reporterow за расследование «Оффшорная крыша для Януковича и Клюева». В 2013 году — отмечен премией имени Герда Буцериуса «Свободная пресса Восточной Европы».
Является автором статьи «Ахметов везде. Пора его остановить» для Kyiv Post, в которой Лещенко отмечает, что политика деолигархизации, объявленная президентом Украины Владимиром Зеленским, должна «обуздать аппетиты олигарха, который поставил себя выше интересов государства». Также автор перечисляет в статье народных депутатов, которые по мнению Лещенко отстаивают в Верховной Раде интересы олигарха, среди которых депутаты от партий «Батькивщина», «Европейская солидарность» и внефракционные. Среди политиков, которые сейчас не находятся при власти, но которые активно в СМИ поддерживают Ахметова, Лещенко называет бывших премьер-министров Арсения Яценюка и Владимира Гройсмана, бывших народных депутатов Олега Ляшко и Борислава Берёзу, бывшего министра инфраструктуры Владимира Омеляна и др.
Помимо элитной недвижимости, сверхприбыль Ахметова (вместо того, чтобы быть уплаченной в бюджет) расходуется на его телеканалы и армию политиков, которых он выращивает, чтобы заменить нынешнее руководство страны.Сергей Лещенко
В статье «Ахметов истощает предприятия Украины» Лещенко проводит параллели между обогащением семьи украинского олигарха Рината Ахметова и миллиардными убытками «Укрзализницы».
Бизнес-модель Ахметова — это основной принцип украинских олигархических кланов: приватизация прибылей и национализация убытков. Как член наблюдательного совета «Укрзализницы», я вижу, как эта модель ведёт к деградации национального железнодорожного перевозчика. Ахметов является основным клиентом компании, используя её для транспортировки своего основного источника богатства, железной руды, в украинские порты, откуда она отправляется за границу.Сергей Лещенко
Лещенко отмечает, что «прибыль Ахметова формируется не только за счёт мизерной ренты за добычу железной руды. Для реализации руды на мировых рынках её необходимо транспортировать в морские порты Украины по путям национальной железнодорожной компании «Укрзализниця». Тарифы на транспортировку железной руды не покрывают затрат — каждая тонна перевозится с 19% убытком для «Укрзализницы». В июне 2020 года Лещенко опубликовал секретные документы компании ДТЭК Рината Ахметова под названием «Мероприятия по корректировке регуляторной среды», в которых говорится о необходимости сокращения импорта электроэнергии из РФ и Беларуси, запрета тепловым электростанциям использовать газ для производства электроэнергии.
Также Сергей Лещенко является автором расследования, посвящённого украинскому олигарху Дмитрию Фирташу. В статье он отмечает, что «по состоянию на 2016 год и по настоящее время Дмитрий Фирташ и его партнёры контролируют более 70% газоснабжения населения».
Решающий прорыв Фирташа произошёл в середине 2012 года, когда компания "Газтек", связанная с олигархом, в течение двух месяцев купила у государства акции 13 газоснабжающих компаний. За все это компания заплатила 326 млн грн или менее 50 млн дол. Как позже выяснилось, в "Газтеке" работали всего два человека, хотя компания владела активами на 1 млрд грн.Сергей Лещенко
Во времена президентства Порошенко, Лещенко отмечал, что «председатель Службы безопасности Украины Валентин Наливайченко крышевал олигарха Дмитрия Фирташа, что привело к осложнениям отношений между Украиной и США». Также Сергей Лещенко вместе с заместителем председателя Всеукраинского Аграрного Совета (ВАС) Александром Слипченко заявляли, что Фирташ остановил химзаводы, чтобы протянуть через Минэкономразвития введение специальных пошлин.
В феврале 2021 года Сергей Лещенко сообщил о том, что окружение Петра Порошенко помогло структурам, связанным с олигархом Виктором Медведчуком, завладеть государственным трубопроводом, из которого выкачивается топливо из России.
Дизельная труба была главным активом клана Медведчуков в Украине. Она обеспечивала быструю и дешевую доставку дизельного топлива из России на украинский рынок.Сергей Лещенко
Кроме того, как сообщает Лещенко, 13 сентября 2018 года Национальный совет по телевидению и радиовещанию должен был поднять вопрос отказа в продлении лицензий каналу «112 Украина», который работал с рядом нарушений. Однако глава Нацсовета Юрий Артеменко сообщил о получении письма от СБУ, которая просила отложить рассмотрение вопроса по каналу «112 Украина». «Санкции на телеканалы, связанные с кумом Путина Виктором Медведчуком, должны были наложить еще в 2018 году, по прямому вмешательству Порошенко. Однако решение СБУ до конца оттягивали».
В августе 2021 года Сергей Лещенко рассказал о тесном сотрудничестве Виктора Медведчука и Юлии Тимошенко в вопросах бизнеса и политики. В расследовании, Лещенко ссылается на декларацию жены Медведчука Оксаны Марченко, финансовые активы семьи хранятся в малоизвестном банке «Укрстройинвестбанк», который связывают с Тимошенко. «Сотрудничество в бизнесе сопровождается и политическим альянсом между Тимошенко и Медведчуком. Так, Тимошенко вместе со своей фракцией в парламенте при поддержке Медведчука и его фракции ОПЗЖ внесла представление в Конституционный Суд об отмене анбандлинга украинской ГТС, что ударит по газовому контракту, который был заключен в конце 19 года».
В октябре 2021 года Сергей Лещенко выпустил расследование против мэра Одессы Геннадия Труханова. В нём Лещенко рассказывает, как Труханов и его окружение связаны с криминалитетом и о том, как происходил захват коммунальной земли в Одессе с дальнейшей незаконной легализацией денег.

### Дело Манафорта
В 2016 году Сергей Лещенко объявил о том, что Партия регионов незадолго до избрания Виктора Януковича на пост президента Украины оплачивала услуги американского политтехнолога Пола Манафорта. По словам Лещенко, расходы Украины, связанные с его деятельностью, превысили 12 млн долларов. Деньги для Манафорта из «чёрной бухгалтерии» Партии регионов получал экс-нардеп Калюжный.
В марте 2017 года Лещенко передал в НАБУ документы, которые, предположительно, могут доказывать причастность Манафорта к офшорным схемам. В новых материалах, которые будет изучать НАБУ, Манафорту приписывается получение 750 тыс. долларов за поставку компьютерного оборудования через Кыргызстан. Украинский политик призвал начать расследование этой ситуации как украинскими правоохранительными органами, так и американскими.
В 2018 году Пол Манафорт был приговорён к тюремному сроку в 3 года и 11 месяцев. В марте 2019 года срок был увеличен ещё на 3,5 года.
В сентябре 2019 года Сергей Лещенко заявил, что готов свидетельствовать перед Конгрессом США о попытках адвоката Дональда Трампа Руди Джулиани вмешаться в украинскую политику и втянуть новую власть в выборы президента США. В своей статье Лещенко называет враньем заявления Джулиани о том, что он в свое время обнародовал «черную бухгалтерию» Партии регионов с целью помочь американским демократам на выборах 2016 года.
Ни Хиллари Клинтон, ни Джо Байден, ни Джон Подеста, ни Джордж Сорос не просили меня обнародовать эти файлы. Я и предположить не мог, что спустя два с половиной года разоблачение Манафорта будет цинично использоваться уже на выборах в США в 2020 году. Сценарий Руди Джулиани, который стал рупором этой кампании, не только реабилитирует осужденного в США преступника Манафорта, но и подрывает отношения США с Украиной, которая в одиночку противостоит российской агрессии уже более пяти лет.Сергей Лещенко

## Взгляды
На президентских выборах в Украине 2019 года поддержал Владимира Зеленского, во время предвыборной кампании был «антикоррупционным консультантом» в его команде.
Нужен человек, который будет продвигать реформы. Это сможет делать человек, который понимает, насколько важны для Украины перемены, и который сможет навязывать эту повестку нынешнему прогнившему политическому классу. Мне кажется, избрание Зеленского может вообще снести много старых политиков, дискредитировавших себя.Сергей Лещенко
После победы Джо Байдена на президентских выборах в США 2020 года, Сергей Лещенко высказался о попытке приватизировать победу американца на украинских просторах со стороны Петра Порошенко: «Он пытается показать, что победа Байдена — его победа. Принадлежащий ему «5 канал» уже делает новости с заголовками: «Прогнозируется увеличение влияния Порошенко на политику». Это пыль в глаза. Новая американская администрация настроена на сотрудничество с легитимной украинской властью».
Лещенко считает, что закон о деолигархизации станет главной темой второй половины президентства Зеленского и успех этой кампании в конечном итоге определит его решение о переизбрании на второй срок.
Комментируя дело «Роттердам+», Лещенко высказал мнение об отсутствии заинтересованности со стороны Специализированной антикоррупционной прокуратуры Украины в решении скандальной истории. По его словам, прокуроры слишком часто менялись и никто из них не смог довести дело до конца.
В феврале 2021 года поддержал закрытие пророссийских телеканалов «112 Украина», «ZIK» и «NewsOne». По словам Лещенко, принятию решения о санкциях в отношении телеканалов поспособствовало «установление контакта с новой администрацией Джо Байдена после звонка госсекретаря Энтони Блинкена министру иностранных дел Дмитрию Кулебе».
Если мы говорим о данных каналах, то они, к сожалению, были не средствами массовой информации, а, по сути, надстройкой отдела пропаганды в дочернем предприятии российской власти на территории Украины, которым был проект под названием «Оппозиционная платформа – За жизнь». То есть они не руководствовались стандартами журналистики, они не привлекали к работе в большинстве своем журналистов. Это была, по сути, закамуфлированная под журналистику политическая деятельность России на территории Украины, я бы так сказал.Сергей Лещенко
Сергей Лещенко считает, что главным препятствием вступления Украины в НАТО является не коррупция, а нежелание некоторых стран-членов Альянса портить отношения с Россией. По его мнению, «среди стран, которые не хотят «ссориться» с Россией, можно выделить Францию, Италию и Венгрию, потому что у них лояльные отношения с Владимиром Путиным».
В ноябре 2021 года Лещенко назвал Дмитрия Гордона «Геббельсом современности на службе у Рината Ахметова» и обвинил в преступлении против человечности, «поскольку рекламировал продукцию мошенников».
В январе 2024 года, Лещенко заявил, что «Принимающие страны должны прекратить поддержку беженцев, чтобы они могли вернуться домой».

## Скандалы

### Захват телеканала «112 Украина»
30 января 2017 года в своём блоге на сайте «Украинская Правда» Сергей Лещенко разместил «план захвата» канала «112 Украина» со стороны президента Петра Порошенко, состоящий из электронного письма от июня 2015 года заместителя председателя Нацсовета Григория Шверка председателю Нацсовета Юрию Артеменко и ответственному секретарю Нацсовета Екатерины Котенко с документом «План действий по проекту 112». При этом ещё 28 декабря этот документ уже был показан в программе «Украинские сенсации» телеканала 1+1, а информация о «переписке» появилась летом 2016 года, членам Нацсовета даже предлагали её выкупить. Участники опубликованной переписки назвали её фальшивкой, основанной на компиляции определенных фактов и домыслов. Лещенко обвинили в вводе в заблуждение собственных читателей (не знавших, что публикация основана не на собственных расследованиях, а на сливе информации третьей стороной), прямой лжи, игнорировании контекста и предыстории событий вокруг телеканала. Разместившая блог Лещенко и новости по его записи «Украинская правда» также была раскритикована, так как журналисты издания в дальнейшем не исправили/уточнили опубликованные ранее данные.

### «Квартира Лещенко»
В сентябре 2016 года ряд депутатов Верховной Рады обратились в Национальное антикоррупционное бюро с просьбой проверить приобретение Сергее Лещенко квартиры площадью 192 м² в новострое по улице Франко в центре Киева. Её стоимость оценивалась в 480 тыс. долларов (что на тот момент составляло 12,864 млн гривен). По другим данным, квартира стоит 7,5 млн гривен. По словам Лещенко, половина суммы (3,77 млн гривен) была взята в долг у шеф-редактора «Украинской правды» Алёны Притулы в виде беспроцентного денежного займа на 10 лет, остальное составили личные средства Лещенко (1,78 млн гривен. В 2013—2014 годах он указал в декларации более 100 тыс. долларов дохода и 300 тыс. гривен дохода от предпринимательской и независимой профессиональной деятельности) и Топольской (150 тыс. гривен).
Вопросы вызвали источники происхождения средств и условия займа Алёны Притулы. Критике подверглась и сама роскошная покупка, которую сравнивали с апартаментами бывшего генерального прокурора Виктора Пшонки. Также были версии о спланированной информационной атаке на политика со стороны властей, сам Лещенко поддержал эту версию.
19 сентября 2016 года НАБУ сообщило о наличии нарушения административного характера с признаками коррупции в деле Лещенко: займ Притулы можно квалифицироваться как подарок, а его получение противоречит антикоррупционному законодательству (ограничению по получению подарков народными депутатами). Также на покупку пошли 77 тыс. долларов США с депозитов матери Сергея Лещенко, которые не были указаны в декларации депутата как собственные средства.
Судебный процесс начался в конце декабря 2016 года. 15 февраля 2017 года Печерский суд закрыл административное дело, не найдя в действиях Лещенко состава преступления. Лещенко поблагодарил судью Владимира Карабаня «за то, что разобрался в этом абсурде». Владимир Карабань (основатель одной из крупнейших судейских династий на Украине) и члены его семьи ранее неоднократно попадали в скандальные ситуации с недекларированной собственностью на жильё, участками земли и дорогими подарками.

## Личная жизнь
В июле 2016 года начал встречаться с 29-летней диджеем Анастасией Топольской, выступающей под сценическим псевдонимом DJ Nastia. 9 сентября 2017 года Лещенко и Топольская поженились.

## Книги
- «Американская сага Павла Лазаренко» (2013);
- «Межигорский синдром» (2014).

## Награды
- 2004 — 2-е место в конкурсе «Лучшее журналистское расследование 2004» (совместный проект Института массовой информации, Посольства Франции на Украине, Могилянской школы журналистики).
- 2006 — лауреат премии имени Александра Кривенко.
- 2006 — победитель в номинации «Человек года в области печатных СМИ» общенациональной программы «Человек года — 2006».
- 2006 — «Персона года» в конкурсе «Лидеры украинского интернета», организованном журналом Internet.ua.
- 2011 — журналистская премия Восточного партнёрства от организации Fundacja Reporterow за статью-расследование «Офшорная крыша для Януковича и Клюева»[96].
- 2013 — премия имени Герда Буцериуса «Свободная пресса Восточной Европы»[97].
- 2013 — 55-е место в списке 100 самых влиятельных людей Украины по версии журнала «Корреспондент»[98].
- 2014 — вошёл в список «100 героев информации», впервые опубликованный организацией «Репортёры без границ»[99][100].

Согласно исследованию USAID, Сергей Лещенко входит в топ-20 самых популярных блогеров, за которыми украинцы следят в социальных сетях.